# Rotimi Peters
Rotimi Peters   (18 de desembre de 1955) és un atleta nigerià, especialista en curses de velocitat, que va competir durant les dècades de 1970 i 1980.
El 1984 va prendre part en els Jocs Olímpics d'Estiu de Los Angeles, on va guanyar la medalla de bronze en la prova dels 4x400 metres del programa d'atletisme. Formà equip amb Sunday Uti, Moses Ugbusien i Innocent Egbunike.

## Millors marques
- 400 metres llisos. 45.6" (1982)[1][2]